# Östersunds FK
Östersunds Fotbollsklubb, zkráceně Östersunds FK, je švédský fotbalový klub sídlící ve městě Östersund.
Klub byl založen roku 1996. Barvami jsou červená a černá.

## Historie
Klub byl založen roku 1996 a roku 1997 začal hrát 3. ligu.
V roce 2016 začal hrát 1. ligu. V roce 2017 vyhrál švédský pohár. Následně hrál Evropskou ligu, kde postoupil ze základní skupiny do šestnáctifinále.

## Úspěchy
- vítěz Svenska Cupen: 2017